# Olearia fluvialis
Olearia fluvialis là một loài thực vật có hoa trong họ Cúc. Loài này được Lander mô tả khoa học đầu tiên năm 1990.